# 肆葉護可汗
肆葉護可汗（？—632年），西突厥可汗，统叶护可汗之子，阿史那氏，封为咥力特勤。
628年，统叶护可汗的伯父杀死统叶护可汗，自立为莫贺咄可汗。咥力特勤亡奔康居（约当今巴尔喀什湖与咸海之间）。630年，莫贺设阿史那泥孰迎立咥力特勤，是为乙毗钵罗肆叶护可汗。肆叶护统弩失毕五部，和莫贺咄互相攻战不止。为取得唐朝支持，增强实力，他们各向唐朝求婚。唐太宗驳斥道：“汝国扰乱，君臣未定，战争不息，何得言婚”，并命他们各守边境，停止互相征伐。西突厥内乱，原先役属的西域诸国和铁勒各部纷纷叛离。
因肆葉護是突厥统叶护可汗之裔，众心归向，西面都陆可汗及莫贺咄部众，多来归附。630年（一说631年），莫贺咄兵败，逃往阿尔泰山，被泥孰杀死。诸部共推肆叶护为西突厥大可汗。肆葉護可汗北征铁勒，被薛延陀真珠可汗打败。肆葉護可汗为人多疑，不引咎自责，反迁怒诸将，杀功臣乙利小可汗，并诛灭其宗族。他又欲殺害擁立他的泥孰，泥孰逃往焉耆。632年秋，肆葉護可汗遭设卑达官（一作设卑达干、没卑达干）与弩失毕部攻击，逃往康居，不久去世。